# بانک ویستا
بانک ویستا (انگلیسی: Vista Bank) شرکت خدمات مالی و بانکداری آمریکایی است، که در سال ۱۹۱۲ تأسیس شد.